# Rosenbergiodendron longiflorum
Rosenbergiodendron longiflorum là một loài thực vật có hoa trong họ Thiến thảo. Loài này được (Ruiz & Pav.) Fagerl. miêu tả khoa học đầu tiên năm 1948.